# Peggy Fleming
Peggy Fleming, född 27 juli 1948 i San Jose, Kalifornien i USA, amerikansk konståkare!
Fleming tog under sin karriär fem amerikanska mästerskapstitlar, tre världsmästerskapstitlar samt en guldmedalj vid OS 1968 i Grenoble.

## I populärkulturen
Peggy Fleming har omnämnts flera gånger i den tecknade serien Snobben, där titelfiguren är förtjust i henne och inbillar sig att de är gamla bekanta...